# Xa lộ Liên tiểu bang 10
Xa lộ Liên tiểu bang 10 (tiếng Anh: Interstate 10, viết tắt I-10) là xa lộ liên tiểu bang đông-tây dài thứ tư tại Hoa Kỳ sau I-90, I-80 và I-40. Đây là xa lộ liên tiểu bang "từ bờ đông đến bờ tây Hoa Kỳ" nằm xa về phía nam nhất của Hoa Kỳ (mặc dù I-4 và I-8 nằm xa hơn về phía nam nhưng không chạy dài từ bờ đông sang bờ tây). Nó trải dài từ Thái Bình Dương ở Xa lộ Tiểu bang California 1 (còn gọi là Xa lộ Duyên hải Thái Bình Dương) trong thành phố Santa Monica, California đến Xa lộ Liên tiểu bang 95 tại thành phố Jacksonville, Florida. I-10 giao cắt với 9 trong số 10 xa lộ liên tiểu bang nam-bắc then chốt (ngoại trừ I-85) và cũng giao cắt với các xa lộ liên tiểu bang chính là I-8, I-12, I-17, I-19, I-20, I-37, I-49 và I-59.

## Mô tả xa lộ

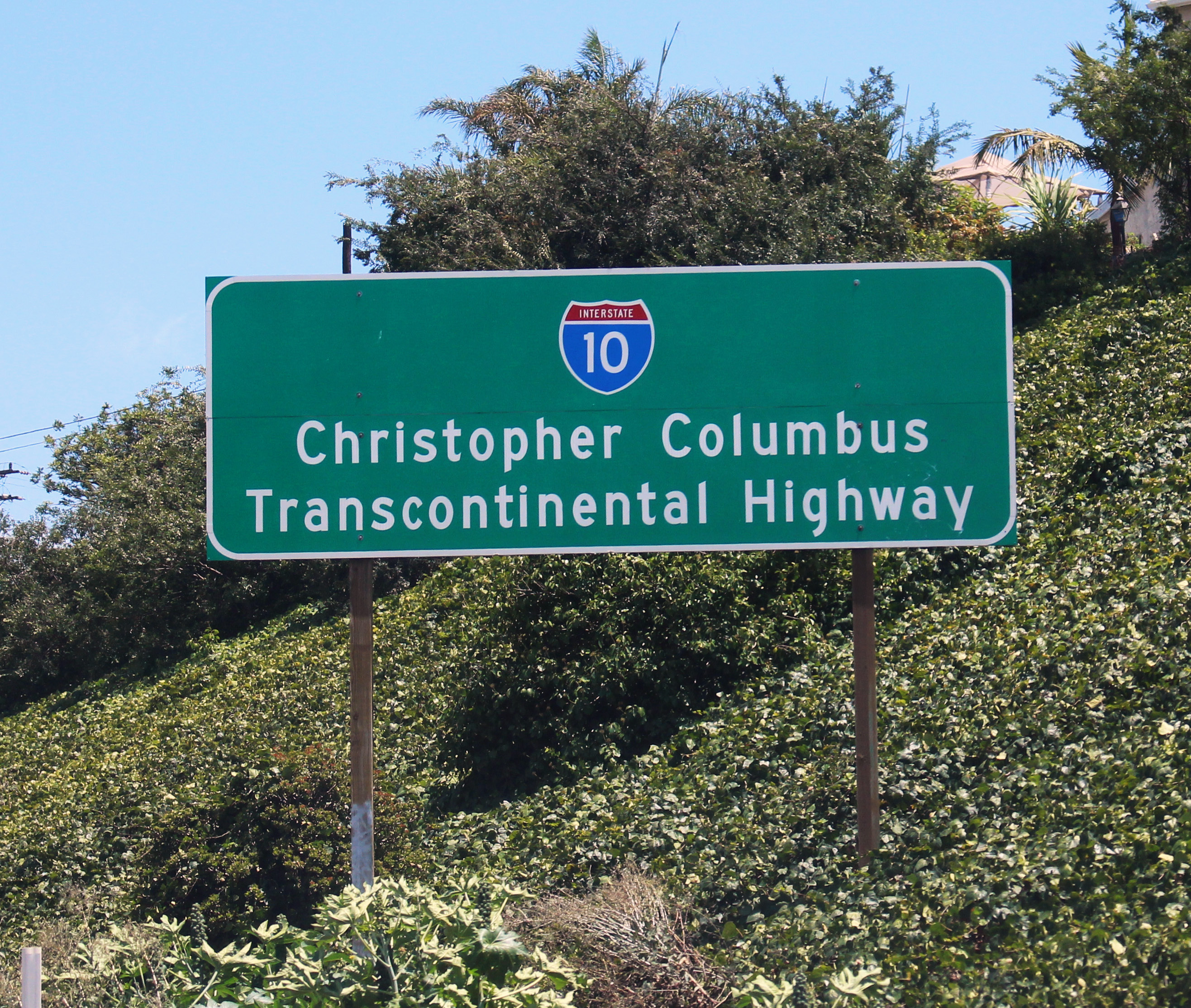
Dấu hiệu này tại Santa Monica, California cho thấy I-10 là Xa lộ Liên lục địa Christopher Columbus.

|           | dặm     | km      |
| --------- | ------- | ------- |
| CA        | 242,54  | 390,33  |
| AZ        | 392,33  | 631,39  |
| NM        | 164,27  | 264,37  |
| TX        | 881     | 1417,83 |
| LA        | 274,42  | 441,64  |
| MS        | 77,19   | 124,23  |
| AL        | 66,31   | 106,72  |
| FL        | 362,26  | 583,00  |
| Tổng cộng | 2460,34 | 3959,53 |

### California
Giữa hai điểm phía tây là thành phố Santa Monica, California và [[nút giao thông lập thể Đông Los Angeles nó được biết với tên gọi Xa lộ cao tốc Santa Monica.  Xa lộ cao tốc Santa Monica cũng còn được gọi là "Xa lộ cao tốc Rosa Parks" cho đoạn đường bắt đầu tại I-405 (Xa lộ San Diego Freeway) và kết thúc tại I-110 / Xa lộ Tiểu bang 110 (Xa lộ cao tốc Harbor); cả hai tên đều được dùng để chỉ đoạn đường này.  Đoạn đường giữa nút giao thông lập thể Đông Los Angeles và thành phố San Bernardino, California dài khoảng 63 dặm (101 km) được biết với tên gọi là 'Xa lộ cao tốc San Bernardino. Còn có các tên khác tồn tại để chỉ I-10. Thí dụ, một biển hiệu gần điểm cuối phía tây của xa lộ (trong thành phố Santa Monica, California) được ghi là Xa lộ Liên lục địa Christopher Columbus.
Một đoạn đường trong thành phố Palm Springs được ghi biển hiệu là Xa lộ cao tốc Tưởng niệm Sonny Bono để tưởng nhớ nhà giải trí quá cố từng làm thị trưởng và thành viên Quốc hội Hoa Kỳ. Một đoạn đường ngắn thứ hai ở phía đông Indio được ghi biển là Xa lộ cao tốc Tưởng niệm Bác sĩ June McCarroll.

### Arizona
Tại Arizona, xa lộ được ghi biển dấu là Xa lộ Tưởng niệm Pearl Harbor. Đoạn đường đi qua Phoenix được đặt tên là Xa lộ cao tốc Papago và là một mảng quan trọng trong hệ thống xa lộ cao tốc vùng đô thị Phoenix. Đoạn mang tên như vậy bắt đầu tại điểm đầu Xa lộ Tiểu bang Arizona 101 gần phố 99 và chạy về hướng đông đến nút giao thông khác mức phía đông nam trung tâm thành phố là nơi có điểm đầu phía nam của I-17.
Từ điểm đầu phía nam của Xa lộ Liên tiểu bang 17 đến điểm giao cắt với Xa lộ Tiểu bang Arizona 202, nó được đặt tên là Xa lộ cao tốc Maricopa. Tên này cũng được dùng cho đoạn đường của I-17 từ điểm đầu phía nam của nó đến điểm giao cắt thứ hai của nó với I-10 ở phía bắc Lộ McDowell. Từ điểm đầu phía nam của Xa lộ Tiểu bang Arizona 202 đến điểm dầu phía đông của I-8 ở đông nam Casa Grande, nó được cấm biển là "Xa lộ Tưởng niệm Pearl Harbor". Bộ Giao thông Arizona cũng có bản đồ biểu thị nó là Xa lộ cao tốc Maricopa trong khi đó Hiệp hội Xe hơi Mỹ (AAA) và các nguồn khác biểu thị nó là Xa lộ cao tốc Pima. Tên thứ hai được sử dụng trên đoạn đường của Xa lộ Tiểu bang Arizona 101 từ Xa lộ Tiểu bang Arizona 202 đến Xa lộ Liên tiểu bang 17.
Đoạn đường từ Xa lộ Liên tiểu bang 17 tại thành phố Phoenix đến nút giao thông lập thể Xa lộ Liên tiểu bang 19 tại thành phố Tucson, I-10 được đặt nằm trong hệ thống hành lang CANAMEX do liên bang ấn định. Hành lang này mở rộng từ Mexico City đến Edmonton, Alberta.
Tại Tucson, Arizona, giữa mốc dặm 259 và 260 của I-10 là nút giao thông lập thể có đường dẫn kết nối I-10 với điểm đầu phía bắc của Xa lộ Liên tiểu bang 19.  I-19 chạy dài khoảng 100 kilômét (62 mi) về hướng nam đến điểm tận cùng của nó tại biên giới Hoa Kỳ-Mexico ở Nogales, Arizona.  Các khoảng đường trên Xa lộ Liên tiểu bang 19 được tính bằng kilô mét.
Cũng tại Tucson, tất cả các lối ra giữa Lộ Prince và Phố 22 được mở trở lại sau một dự án cải tiến mở rộng kéo dài 3 năm. Xa lộ Liên tiểu bang 10 được mở rộng từ 6 đến 8 làn xe. Bãy cầu vượt bên trên và cầu vượt bên dưới đã được xây để đối phó với tình trạng ùn tắc. Nhiều dự án cũng đã được tiến hành để mở rộng I-10 từ Marana ở phía bắc đến nút giao thông lập thể I-8 tại Casa Grande từ 4 làn đến 6 làn xe.
Điểm cao nhất dọc theo I-10 nằm ở phía đông of Tucson, 20 dặm về phía tây của Wilcox, tại vị trí lối ra 320. Các làn xe đi hướng tây băng qua quãng đường ngắn cao trên 5000 ft.

### New Mexico

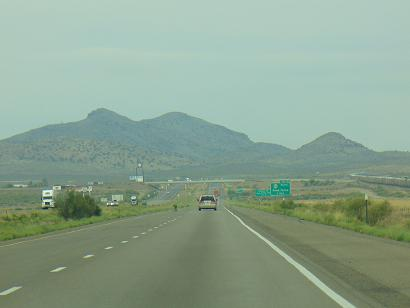
I-10 gần ranh giới Arizona

Xa lộ Liên tiểu bang 10 tại New Mexico men theo con đường cũ của Quốc lộ Hoa Kỳ 80 băng qua tiểu bang.  Chỉ ba thành phố có diện tích đáng kể nằm trên xa lộ liên tiểu bang này:  Lordsburg, Deming, và Las Cruces. Phần lớn I-10 trong tiểu bang New Mexico, giữa lối ra 24 và lối ra 135, trùng với Quốc lộ Hoa Kỳ 70.
Lordsburg là điểm giao cắt phía tây của Quốc lộ Hoa Kỳ 70 và cũng là nơi quốc lộ trùng với xa lộ liên tiểu bang I-10; hai xa lộ này nhập vào nhau cả đoạn đường này cho đến Las Cruces.  Một số lối ra giữa Lordsburg và Deming là lối ra để đến các thị trấn trước đây (bao gồm Separ, Quincy, và Gage) hoặc là không có thị trấn nào cả.
Deming là điểm giao cắt phía tây của Quốc lộ Hoa Kỳ 180 và cũng là nơi hai xa lộ chạy trùng nhau cả đoạn đường đến El Paso. Khoảng một dặm (1.6 km) phía bắc Deming trên Quốc lộ Hoa Kỳ 180 là Xa lộ Tiểu bang New Mexico 26 phục vụ như một con đường tắt đến Xa lộ Liên tiểu bang 25 và thành phố Albuquerque.
I-10/US 70/US 180 tiếp tục đi về hướng đông đến Las Cruces là điểm cuối phía nam của Xa lộ Liên tiểu bang 25.  Quốc lộ Hoa Kỳ 70 cũng rời Xa lộ Liên tiểu bang 10 tại đây và quay đầu về hướng đông bắc đến Alamogordo.  Xa lộ Liên tiểu bang 10 và Quốc lộ Hoa Kỳ 180 khi đó quay về hướng nam đến ranh giới tiểu bang Texas.

### Texas

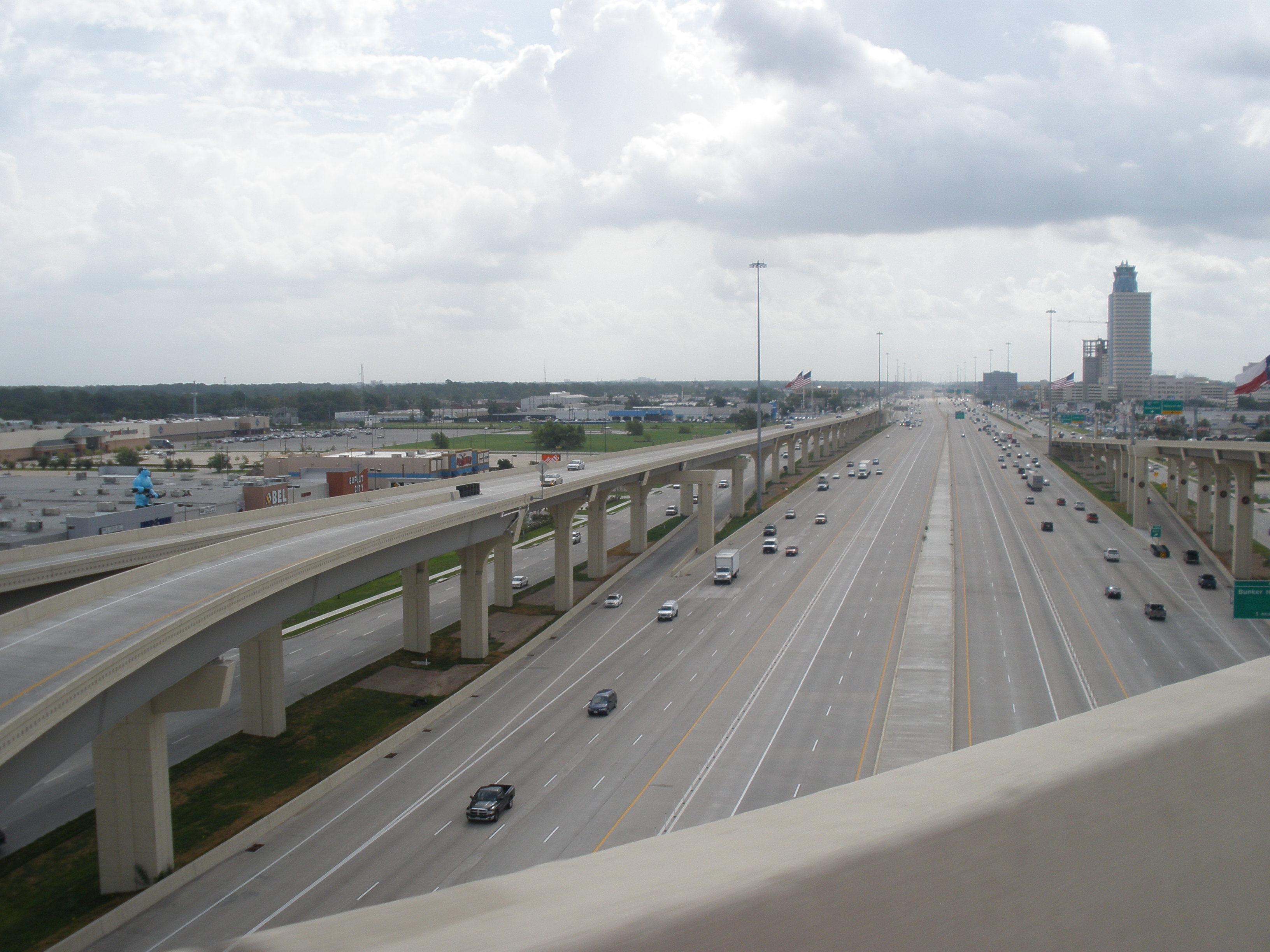
Xa lộ Liên tiểu bang 10 mới với tên gọi "Xa lộ cao tốc Katy" tại Houston có các làn xe được quản lý (HOV dành cho xe chở nhiều người + EzTag dành cho xe có thẻ trả phí)

Từ ranh giới với New Mexico đến Xa lộ Tiểu bang Texas 20 ở phía tây El Paso, I-10 có các lộ xe chạy song song nó: South Desert là các làn xe chạy dọc theo I-10 theo hướng đông và North Desert là các làn xe chạy dọc theo I-10 theo hướng tây. Xa lộ liên tiểu bang sau đó không có các lộ chạy song song khoảng 9 dặm (14 km) nhưng có trở lại ở phía đông trung tâm thành phố và kéo dài đến thành phố Clint. Trong đoạn đường này, các lộ chạy song song là Gateway East đi hướng đông và Gateway West đi hướng tây. Tất cả các lộ chạy song song là đường một chiều.
Một phần nhỏ của I-10 từ Loop 1604 đến trung tâm San Antonio được biết với tên gọi là Xa lộ cao tốc Northwest hay Xa lộ cao tốc McDermott trong khi đoạn khác từ trung tâm thành phố đến Loop 1604 East được gọi là Xa lộ cao tốc East hay Xa lộ cao tốc Jose Lopez.

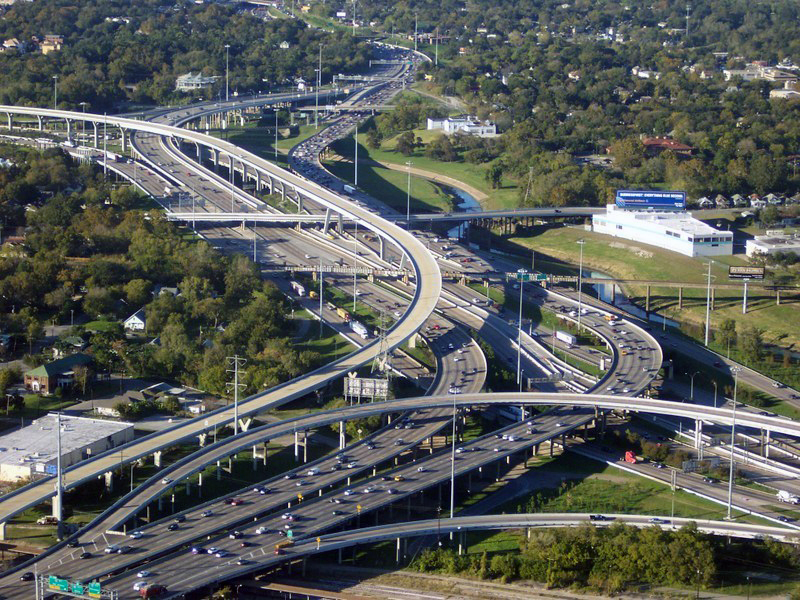
I-45 và I-10 bên cạnh trung tâm Houston.

Tại Houston, từ khu ngoại ô phía tây của thành phố Katy đến trung tâm thành phố, I-10 được gọi là Xa lộ cao tốc Katy. Đoạn này vừa được mở rộng đến 26 làn xe: 12 làn xe thông suốt (through lane), 8 làn xe chạy cặp hai bên (có điểm giao cắt cùng mặt lộ) xa lộ cao tốc, và 6 làn xe ở giữa dành cho các xe chở nhiều người và có thu phí (HOT/HOV) và là một trong những xa lộ cao tốc rộng nhất trên thế giới, tính theo tổng cộng số làn xe. Đoạn phía đông của trung tâm thành phố Houston được biết chính thức với tên gọi Xa lộ cao tốc East tuy nó được người địa phương biết rộng rải hơn với tên gọi Xa lộ cao tốc Baytown East vì nỗ lực tiếp thị của thành phố Baytown, một trong số những thành phố lớn nhất nằm trong Vùng Đại Houston.

#### Tốc độ giới hạn
Trước đây tiểu bang Texas cùng chia sẻ tốc độ giới hạn cao nhất tại Hoa Kỳ với đoạn đường thử nghiệm thuộc Xa lộ Liên tiểu bang 15 của tiểu bang Utah. Tốc độ giới hạn dọc theo I-10 từ Quận Kerr đến Quận El Paso được lập pháp Texas nâng lên khoảng 75 dặm Anh trên giờ (121 km/h) năm 1999 và đến 80 dặm Anh trên giờ (130 km/h) năm 2006.  Tuy nhiên, tốc độ giới hạn cao nhất ấn định cho ban đêm vẫn giữ nguyên là 65 dặm Anh trên giờ (105 km/h) và tốc độ giới hạn dành cho xe tải là 70 dặm Anh trên giờ (110 km/h).
Ngày 1 tháng 9 năm 2011, tốc độ giới hạn ban đêm bị loại bỏ và tốc độ cao nhất chính thức tại Texas được nâng lên từ 80 đến 85 dặm một giờ tuy chưa có khu vực xa lộ nào được thiết lập cho tốc độ tối đa 85 dặm một giờ.

### Louisiana

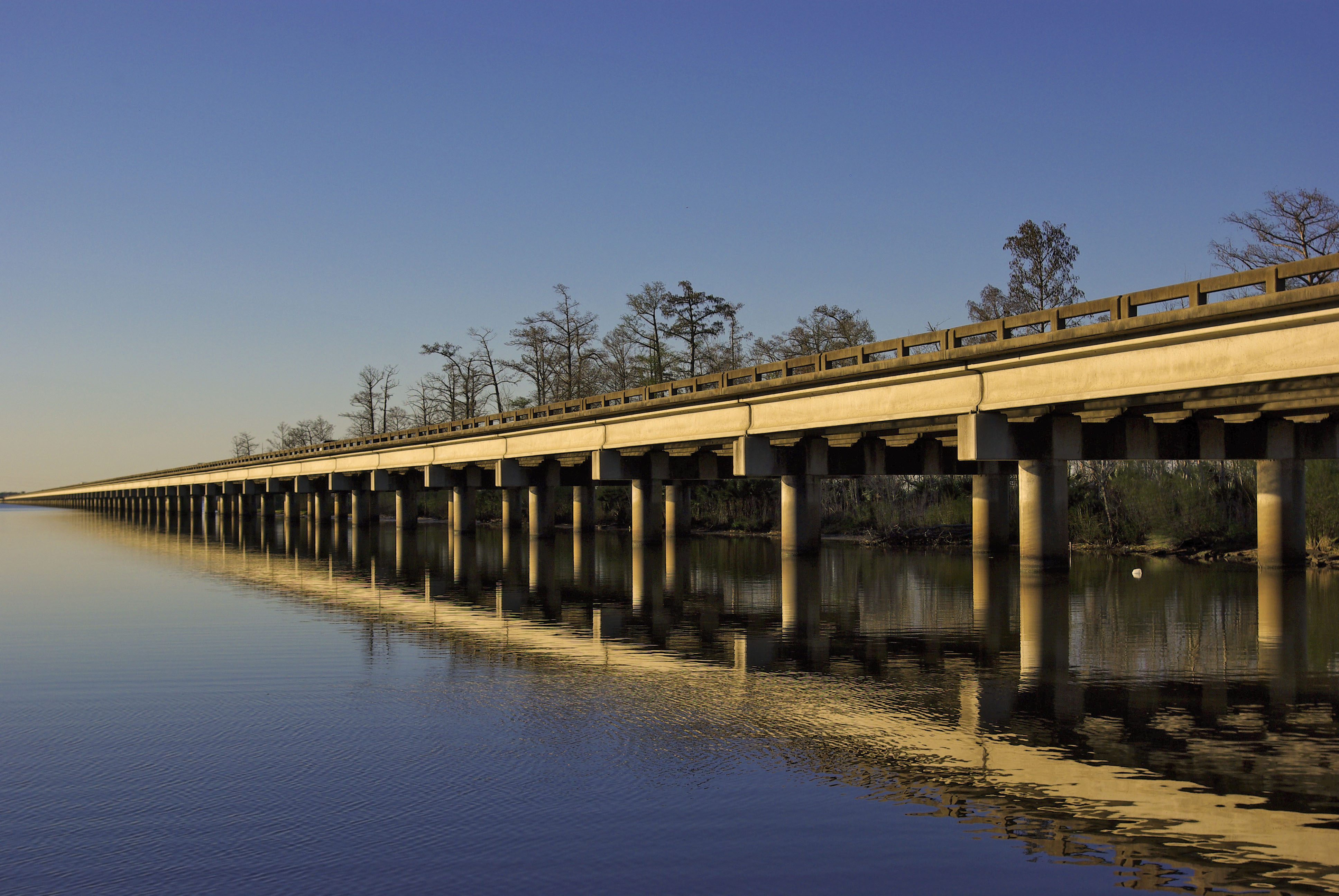
I-10 ở phía tây New Orleans băng qua Đập xả lũ Bonnet Carre tại Hồ Pontchartrain.

Tại Louisiana, một đoạn đường 18 dặm (29 km) chạy trên cao giữa Lafayette và Baton Rouge được gọi tên là Atchafalaya Swamp Freeway khi nó vượt qua Sông Atchafalaya bằng cầu Atchafalaya Basin và những đầm lầy gần đó. Nó vượt sông Mississippi tại cầu Horace Wilkinson. Tại Lake Charles, một đoạn 13 dặm (21 km) có tên là I-210 đi qua phần phía nam của thành phố. Xa lộ Liên tiểu bang 12 nối Baton Rouge đến Slidell là con đường tránh thành phố nếu người lái xe không muốn sử dụng I-10 đi ngang qua thành phố New Orleans. Tại New Orleans, một đoạn đường của I-10 từ điểm giao cắt giữa I-10 và I-610 gần ranh giới hai quận Orleans và Jefferson đến điểm giao cắt giữa Quốc lộ Hoa Kỳ 90 và Quốc lộ Thương mại Hoa Kỳ 90 có tên là Xa lộ cao tốc Pontchartrain. Điểm thấp gần nơi giao cắt I-10/I-610 đi phía dưới một đường sắt là một trong những điểm thấp nhất tại New Orleans, rất dễ bị lụt lội. Gần Slidell, đoạn cuối cùng của I-10 đi qua ranh giới tiểu bang Mississippi được biết với tên gọi là  Xa lộ Tưởng niệm Stephen Ambrose.
I-310 và I-510 hoạt động như đường tránh thành phố ở phía nam New Orleans.  I-610 là đường tắc đi từ phía đông đến phía tây New Orleans, tránh phải đi vòng bằng I-10 vào khu thương mại trung tâm của thành phố New Orleans.

### Mississippi
Xa lộ Liên tiểu bang 10 tại Mississippi chạy từ ranh giới Louisiana đến ranh giới Alabama qua các quận Hancock, Harrison và Jackson trên bờ Vịnh Mexico. Nó đi qua các phần phía bắc của Gulfport và Biloxi trong lúc băng qua phía  bắc của Pascagoula và Vịnh St. Louis. Nó cũng đi qua phía nam Trung tâm Không gian Stennis. Xa lộ gần như chạy song song với Quốc lộ Hoa Kỳ 90.

### Alabama

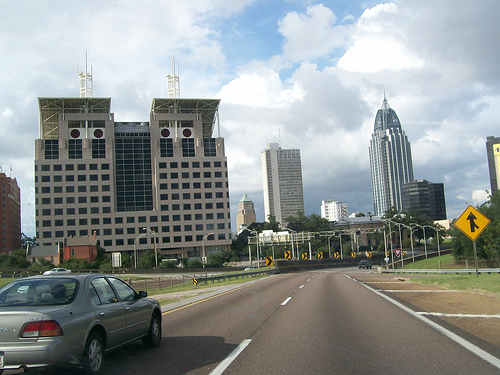
I-10 hướng phia đông tại trung tâm thành phố Mobile, AL gần đến Đường hầm George Wallace.

I-10 qua khỏi Quận Jackson, Mississippi và đi qua Quận Mobile tại Tây Nam Alabama. Tại Mobile, xa lộ là điểm đầu phía nam của Xa lộ Liên tiểu bang 65. Tại trung tâm thành phố Mobile, I-10 đi qua một trong số ít đường hầm tại Alabama, Đường hầm George Wallace nằm dưới Sông Mobile. Chiều đi hướng đông được cắm biển 40 dặm Anh trên giờ (64 km/h) vì có khúc cong gắt khi sắp đến đường hầm. Sau đó xa lộ vượt qua khoảng 8 dặm (13 km) đi bên trên Vịnh Mobile bằng Đường công viên Jubilee, người địa phương gọi là "Bayway". Phía bên kia Vịnh Mobile, xa lộ đi ngang qua khu ngoại ô "Bờ Đông" của Quận Baldwin trước khi đi qua Malbis, Loxley và tiếp tục đi đến Sông Perdido để vào Florida.

### Florida
Phần lớn Xa lộ Liên tiểu bang 10 tại Florida đi qua các khu vực ít dân số của tiểu bang. Kết quả là phần nhiều I-10 ở phía tây Xa lộ Liên tiểu bang 295 tại Jacksonville chỉ có 4 làn xe.  Tại Pensacola, một đoạn dài khoảng 3 dặm (4,8 km) của I-10 được mở rộng lên 6 làn xe vào năm 2008. Dự án đó nay đã hoàn thành.  Tại Tallahassee, dự án xây dựng nhằm mở rộng một đoạn đường dài khoảng 8 dặm (13 km) của I-10 lên 6 làn xe đã hoàn tất vào tháng 6 nam 2009.
Tại Jacksonville, như tại Arizona, I-10 được đặt tên là Xa lộ Tưởng niệm Pearl Harbor. Xuyên suốt phần lớn Florida, Xa lộ Liên tiểu bang 10 cũng là Lộ Tiểu bang 8 dù không có cắm biển chỉ dẫn như thế (trong khi đó I-110 tại Pensacola, Florida được biết có tên là Lộ Tiểu bang 8A.)

## Các xa lộ giao cắt chính
- Xa lộ Liên tiểu bang 405 tại West Los Angeles, California
- Xa lộ Liên tiểu bang 110 southwest of Downtown Los Angeles, California
- Xa lộ Liên tiểu bang 5 at the East Los Angeles Interchange tại Los Angeles, California
- Xa lộ Liên tiểu bang 710 tại East Los Angeles, California
- Xa lộ Liên tiểu bang 605 tại El Monte/Baldwin Park, California
- Xa lộ Liên tiểu bang 15 tại Ontario, California
- Xa lộ Liên tiểu bang 215 south of Downtown tại San Bernardino, California
- Xa lộ Liên tiểu bang 210 tại Redlands, CA
- Xa lộ Liên tiểu bang 17 tại Phoenix, Arizona (twice)
- Xa lộ Liên tiểu bang 8 tại Casa Grande, Arizona
- Xa lộ Liên tiểu bang 19 tại Tucson, Arizona
- Xa lộ Liên tiểu bang 25 tại Las Cruces, New Mexico
- Xa lộ Liên tiểu bang 110 tại El Paso, Texas
- Xa lộ Liên tiểu bang 20 near Kent, Texas
- Xa lộ Liên tiểu bang 410 tại San Antonio, Texas (twice)
- Xa lộ Liên tiểu bang 35 và Xa lộ Liên tiểu bang 37 tại San Antonio, Texas
- Xa lộ Liên tiểu bang 45 tại Houston, Texas
- Xa lộ Liên tiểu bang 610 tại Houston, Texas (twice)
- Xa lộ Liên tiểu bang 210 tại Lake Charles, Louisiana (twice)
- Xa lộ Liên tiểu bang 49 tại Lafayette, Louisiana
- Xa lộ Liên tiểu bang 110 và Xa lộ Liên tiểu bang 12 tại Baton Rouge, Louisiana
- Xa lộ Liên tiểu bang 55 tại Laplace, Louisiana
- Xa lộ Liên tiểu bang 310 near Kenner, Louisiana
- Xa lộ Liên tiểu bang 610 (twice) and Xa lộ Liên tiểu bang 510 tại New Orleans, Louisiana
- Xa lộ Liên tiểu bang 12 và Xa lộ Liên tiểu bang 59 tại Slidell, Louisiana
- Xa lộ Liên tiểu bang 110 tại Biloxi, Mississippi
- Xa lộ Liên tiểu bang 65 tại Mobile, Alabama
- Xa lộ Liên tiểu bang 110 tại Pensacola, Florida
- Xa lộ Liên tiểu bang 75 tại Lake City, Florida
- Xa lộ Liên tiểu bang 295 và Xa lộ Liên tiểu bang 95 tại Jacksonville, Florida

## Các xa lộ phụ
- Los Angeles, California - I-110, I-210,  I-710
- San Bernardino, California - I-210
- El Paso, Texas - I-110
- San Antonio, Texas - I-410
- Houston, Texas - I-610
- Lake Charles, Louisiana - I-210
- Baton Rouge, Louisiana - I-110
- New Orleans, Louisiana - I-310, I-510, I-610, I-910
- Biloxi, Mississippi - I-110
- Pensacola, Florida - I-110